# Provincie Vercelli
Vercelli (Provincia di Vercelli) je provincie v oblasti Piemont. Na severu sousedí se Švýcarskem a provincií Verbano-Cussio-Ossola, na východě s provinciemi Novara a Pavia, na jihu s provincií Alessandria a na západě s provinciemi Torino a Biella a s Valle d'Aosta.

## Geografie
Kolem Vercelli jsou rozlehlé úrodné nížiny (rýže), omývané řekami a potoky. Jedna z nich, Sesia, protékající stejnojmenným údolím, pramení až na ledovci hory Monte Rosa, která se na území také nachází.

## Okolní provincie

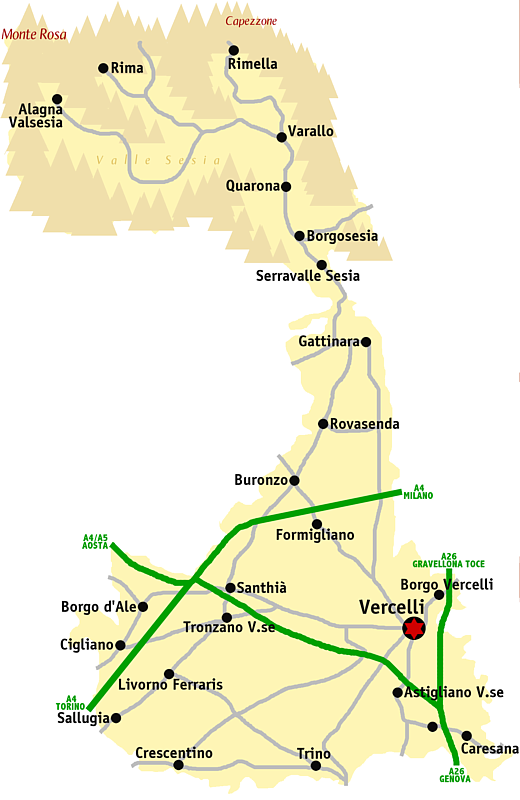
Mapa provincie

| Růžice kompasu | Valle d'Aosta | Verbano-Cusio-Ossola |        | Růžice kompasu |
| Růžice kompasu | Biella        | Sever                | Novara | Růžice kompasu |
| Růžice kompasu | Biella        | Provincie Vercelli   | Novara | Růžice kompasu |
| Růžice kompasu | Biella        | Jih                  | Novara | Růžice kompasu |
| Růžice kompasu | Torino        | Alessandria          | Pavia  | Růžice kompasu |